# Vaalrivierpieper
De vaalrivierpieper (Anthus vaalensis) is een soort zangvogel uit de familie piepers en kwikstaarten van het geslacht Anthus.

## Verspreiding en leefgebied
Deze soort telt zes ondersoorten:
- A. v. chobiensis: van zuidelijk Congo-Kinshasa en zuidwestelijk Tanzania tot noordoostelijk Namibië, noordelijk Botswana, Zimbabwe en westelijk Mozambique.
- A. v. neumanni: centraal Angola.
- A. v. namibicus: noordoostelijk en centraal Namibië.
- A. v. clanceyi: zuidoostelijk Botswana en noordoostelijk Zuid-Afrika.
- A. v. exasperatus: noordoostelijk Botswana.
- A. v. vaalensis: zuidelijk Botswana en noordelijk, centraal en zuidoostelijk Zuid-Afrika.